# Hans-Hermann Degener

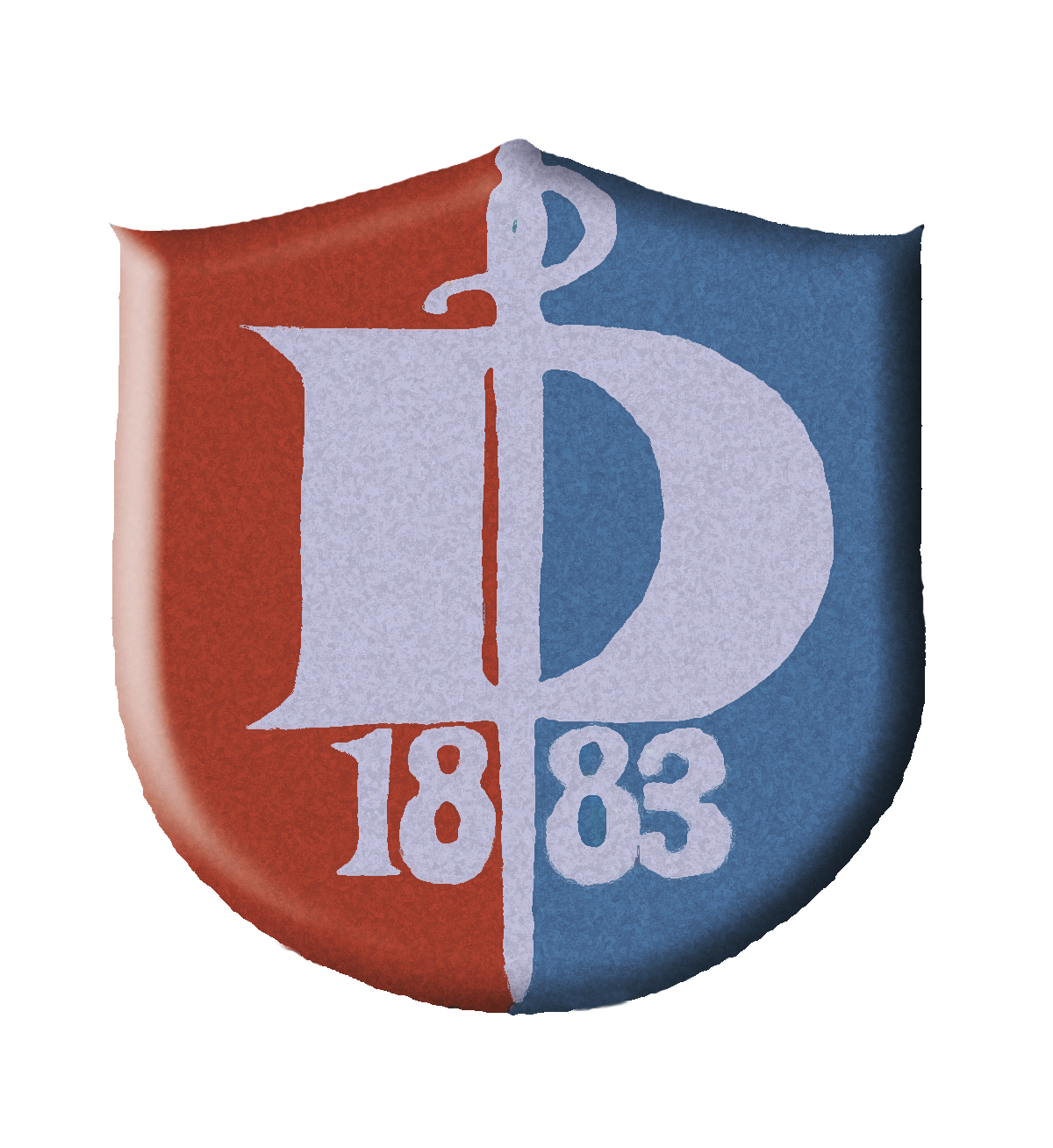
Firmen Logo Weingroßhandlung Likörfabrik H. Degener Neuruppin gegründet 1883

Firmenlogo Berliner Bären Siegel (VEB Bärensiegel Berlin)

Hans-Hermann Degener (* 5. Oktober 1930 in Neuruppin; † 9. Juli 2015 ebenda) war ein deutscher Destillateur, Kaufmann, Likörfabrikant und Bildender Künstler.

## Biografie

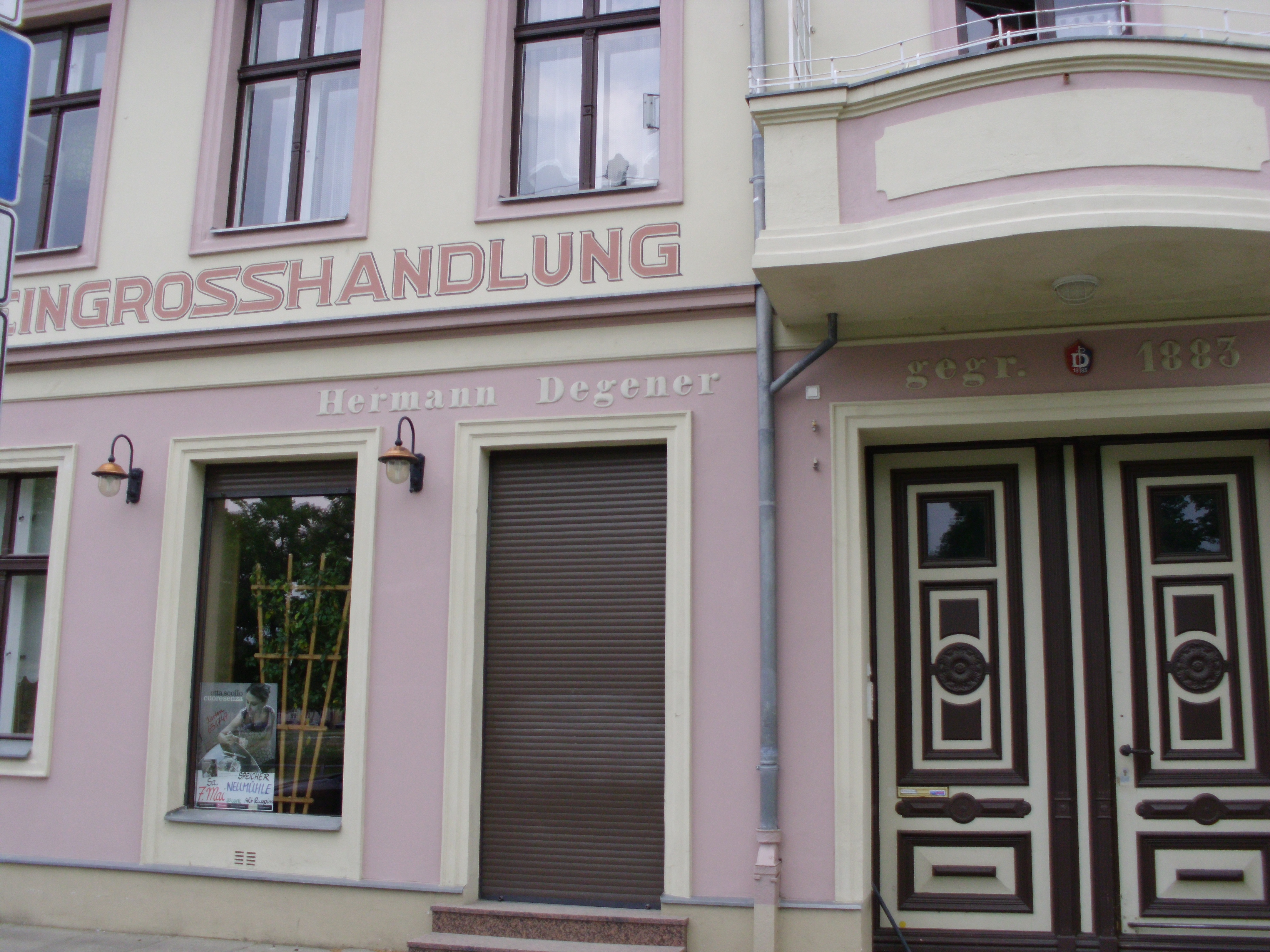
Wohnhaus des Familienunternehmens Degener

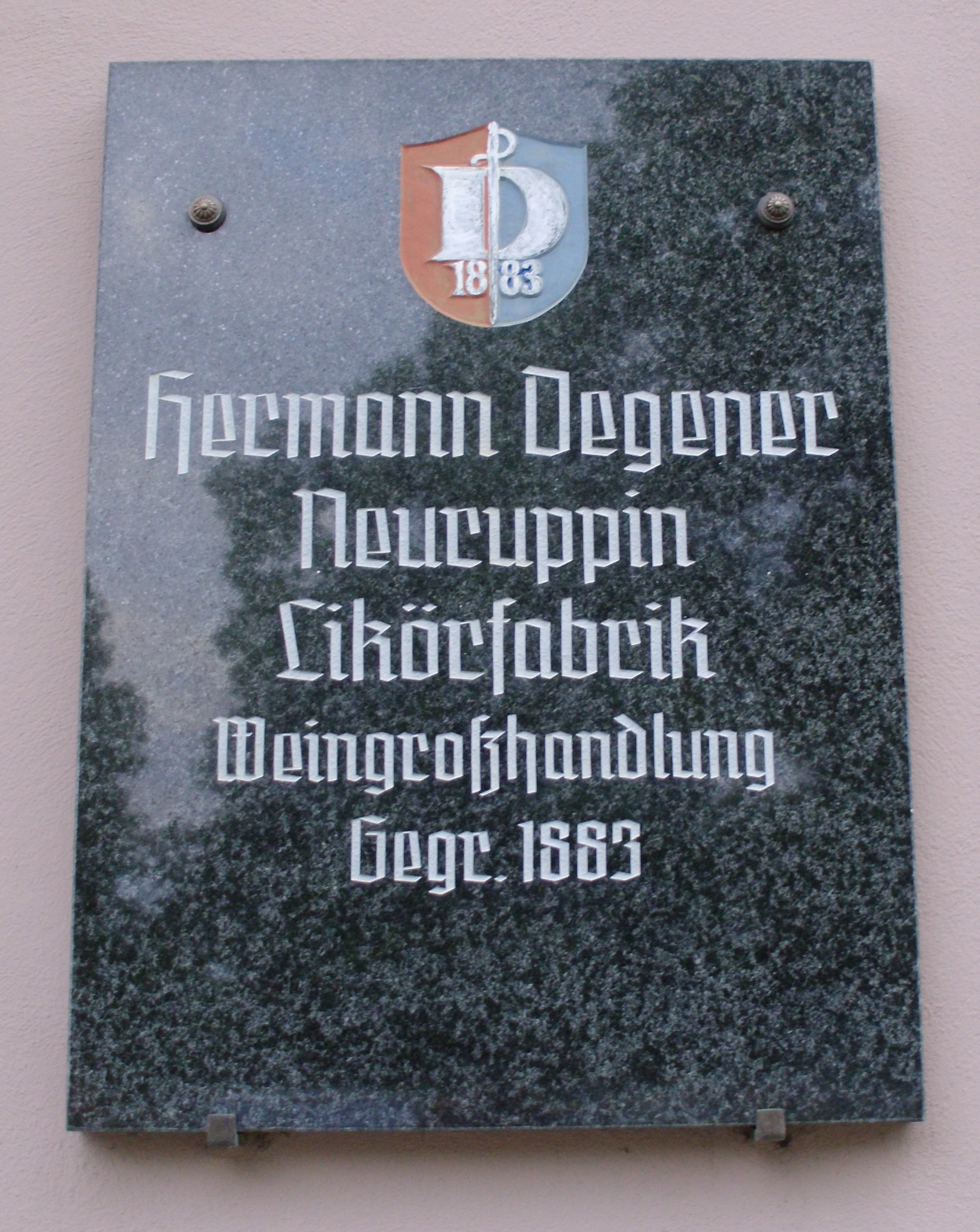
Hans-Hermann Degener Gedenktafel

Hans-Hermann Degener wurde am 5. Oktober 1930 als Sohn von Kaufmann Hans-Hermann Degener (* 5. Juli 1893; † 10. Januar 1937) und Elly geb. Schultze (* 23. Juli 1904; † 14. Januar 1996) in Neuruppin geboren. Er war Enkel von Kaufmann, Destillateur und Likörfabrikant Hermann Degener der 1883 die Weingroßhandlung Likörfabrik H. Degener an der Rudolf-Breitscheid-Straße 9 in Neuruppin eröffnete.
Ab 1937 besuchte Hans-Hermann die Neuruppiner Knaben-Volksschule und ging danach von 1941 bis 1945 in der Friedrich-Wilhelm-Schule. Nach seinem Schulabgang begann er im September des Jahres 1947 eine zweijährige Lehre als Destillateur in Nauen, die er im November 1949 mit Erfolg beendete und arbeitete ab dem Jahre 1950 als Jungdestillateur in der Likörfabrik seiner Mutter Elly. Sie hatte nach dem Tod ihres Mannes, der 1937 im Alter von 44 Jahren an seiner Diabetes verstarb, die Spirituosenfabrik als Erbin übernommen.
Im April 1953 wechselte Hans-Hermann in den Konsum-Spirituosenbetrieb „Kogge“ in Neuruppin und wurde Erster Destillateur und qualifizierte sich später zum Chefdestillateur. Im August des Jahres 1957 kehrte er in das Familienunternehmen als Mitbesitzer zurück. Im Jahre 1969 verstarb seine Mutter Elly.
Das Privatunternehmen wurde im August 1972 durch die gängige Praxis der Zwangsverstaatlichungen der damaligen DDR-Staatsführung enteignet und firmierte jetzt unter dem Namen VEB (Volkseigener Betrieb) Bärensiegel Berlin.
In der Zeit von 1978 bis 1985 studierte Degener die Bildenden Künste. Sein Lehrer war der Bildhauer Werner Rosenthal, in der Förderklasse Plastik und Keramik des Bezirkskabinetts für Kulturarbeit in Potsdam.
Nach der Wiedervereinigung wurde Degeners Enteignung rückgängig gemacht und er produzierte und vertrieb wieder die hauseigenen Produkte.
Spezialitäten wie:
- Degeners Klosterkorn
- Zieten aus dem Busch
- Boltenmühler Hexenfeuer
- Ruppiner Klosterlikör
- Ruppiner Tafelrunde

Im Jahre 2007 übergab Degener den Vertrieb der Produkte an Sven Stirnemann, einem Kaufmann in Neuruppin und im Jahre 2015 gingen aus gesundheitlichen Gründen Degeners die Markenrechte, der Alleinvertrieb und die alten Familienrezepturen seines Opas Hermann Degener an Sven Stirnemann. Somit gibt es heute weiterhin die alten hochprozentigen Spezialitäten.
Der gebürtige Neuruppiner Hans-Hermann Degener verstarb am 9. Juli 2015. Degener, der über die Grenzen der Stadt als Hersteller von Spirituosen wie dem „Neuruppiner Klosterlikör“ bekannt war, und sich auch als Künstler und begeisterter Sportler (früherer DDR Meister im Kanusport) einen Namen gemacht hatte. Auch als ehemaliger Trainer beim Drachenbootrennen, das in Neuruppin zum festen Bestandteil des Mai- und Hafenfestes gehört.
Darüber hinaus schuf er in seinem Atelier – dem „Roten Stiefel“ – an der Straße Kommunikation, Kunstwerke in Form vieler Skulpturen und Bilder. Bei Künstlersymposien die Degener veranstaltet arbeitet er gemeinsam mit Künstlern wie Bernd Weimar (Maler und Grafiker), Jens Kanitz (bildender Künstler und Kunsttherapeut), Hendrik Schink (Keramiker) und Matthias Zágon Hohl-Stein (Bildhauer, Maler und Vorstand Galerie am Bollwerk in Neuruppin). „Der Stadt geht damit ein Original verloren“, bedauert Neuruppins Vize-Bürgermeister Arne Krohn den Verlust, „er hat das Leben in Neuruppin bereichert und auch künstlerisch stark geprägt.“

### Politisches Engagement

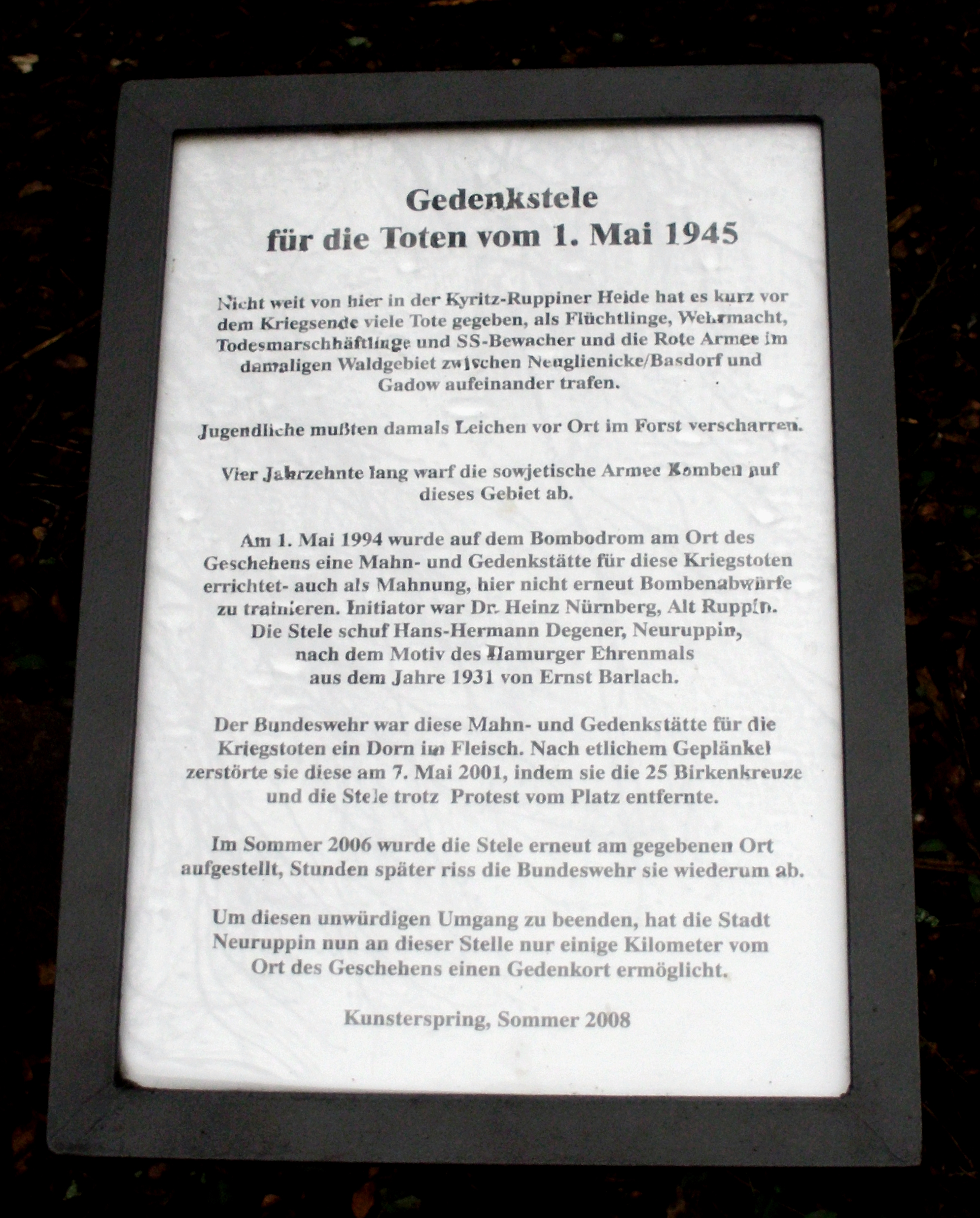
Text am Mahnmal in Kunsterspring

Hans-Herman Degener und sein Künstlerkollege Matthias Zágon Hohl-Stein setzten sich nach der Wende immer wieder für eine FREIe HEIDe (gleichnamige Bürgerinitiative) ohne einen Bomben-Abwurfplatz in der Kyritz-Ruppiner Heide ein.
Ein Mahnmal für die Gefallenen vom 1. Mai 1945 wurde von ihm geschaffen und in der Nähe des Tierparks Kunsterspring errichtet.